# Edgar Sebastian Hasse

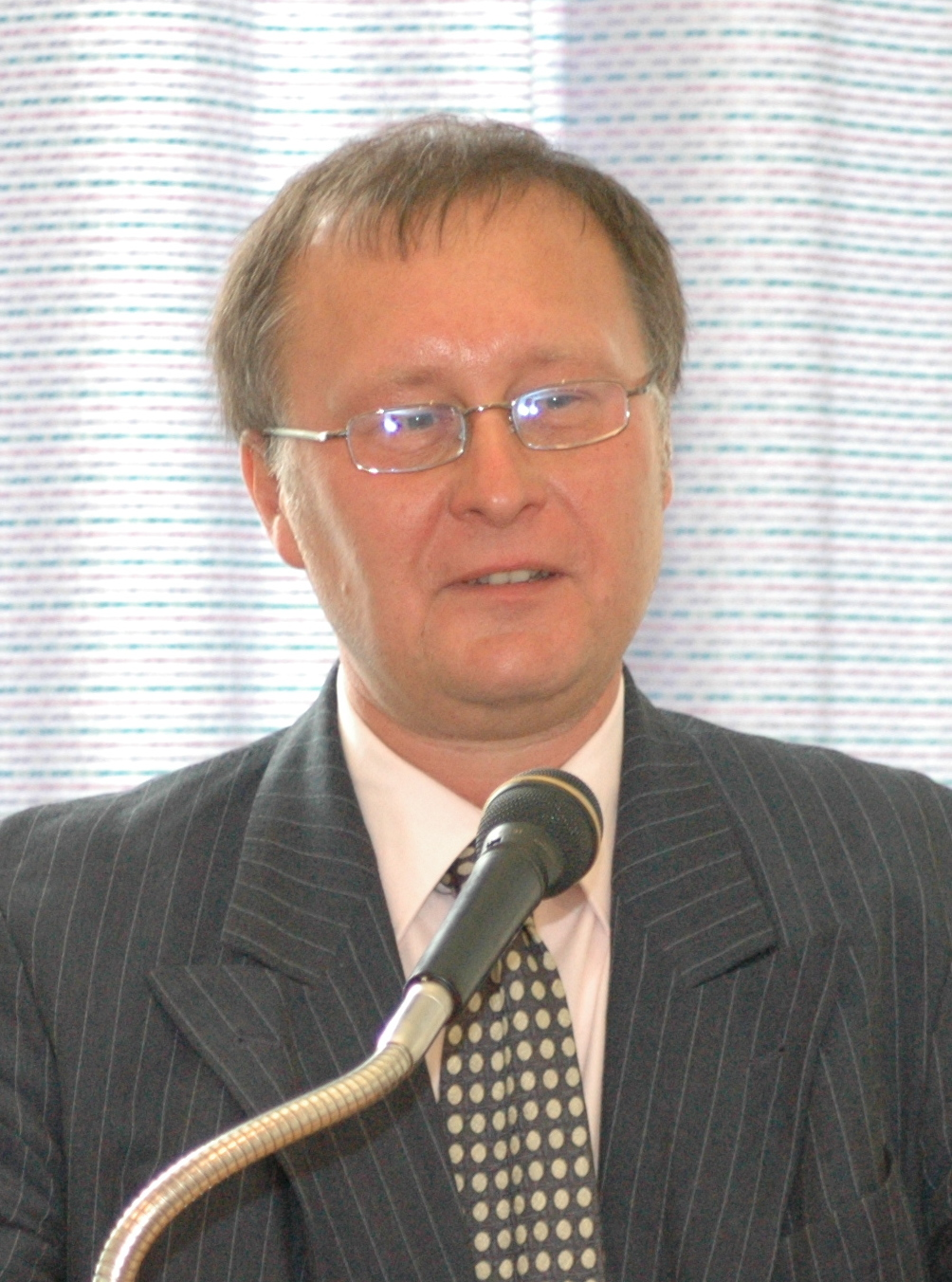
Edgar Sebastian Hasse (2005)

Edgar Sebastian Hasse (* 12. Mai 1960 in Zeitz) ist ein deutscher evangelischer Theologe, Journalist und Kreuzfahrtseelsorger.

## Leben
Hasse wuchs als Sohn eines Pfarrers in der DDR auf. Er studierte Theologie und arbeitete danach bei der Tageszeitung Die Union in Leipzig.
Nach der Wende wurde er theologischer Redakteur und Korrespondent bei der EKD-Wochenzeitung Deutsches Allgemeines Sonntagsblatt in Berlin. 1992 wechselte Hasse in die Zentrale der Zeitung nach Hamburg. Danach arbeitete er als freier Mitarbeiter für den Deutschlandfunk und die Evangelische Nachrichtenagentur Idea. 1996 wurde er Redakteur bei der Tageszeitung Die Welt in Hamburg, danach bis April 2025 beim Hamburger Abendblatt. Hasse war bis April 2025 außerdem Betriebsratsvorsitzender und Konzernbetriebsrat in der Funke Mediengruppe.
2010 promovierte Hasse an der Theologischen Fakultät der Universität Greifswald mit dem Thema Weihnachten in der Presse. Komparative Analysen der journalistischen Wahrnehmung des Christfestes anhand der Weihnachtsausgaben ausgewählter Tageszeitungen und Zeitschriften (1955–2005).
Seit 2010 engagiert sich der Theologe ehrenamtlich in der Kreuzfahrtseelsorge, unter anderem auch bei Expeditionskreuzfahrten in die Antarktis. Außerdem ist er als Landeskundlicher Lektor auf Kreuzfahrtschiffen tätig.
Für den Zeitraum 2019 bis 2029 ist der Theologe als ehrenamtlicher Richter am Arbeitsgericht Hamburg berufen.
Außerdem ist er Prädikant an der Evangelisch-Lutherischen Kirche Alt-Rahlstedt.
Politisch ist er als Mitglied des CDU-Ortsvorstandes Rahlstedt aktiv, seit 2025 auch als Mitglied des Ausschusses für Mobilität der Bezirksversammlung Hamburg-Wandsbek.

## Auszeichnungen
- 1998 erhielt Hasse einen Preis der John-Templeton-Stiftung und der Konferenz Europäischer Kirchen.[2]
- 2001 erhielt er den Goldenen Kompass des Christlichen Medienverbundes KEP.[9]

## Werke
- Festgenuss an Bord : Weihnachten auf Kreuzfahrtschiffen, Husum, 2013, ISBN 978-3-89876-695-1.
- Von der Offenbarung ins Web 2.0 : die Bibel im digitalen Zeitalter – Impulse für eine Medientheologie, Brunnen Verlag, Gießen, 2013, ISBN 978-3-7655-2005-1.
- Die 77 besten Wellness-Hotels in Norddeutschland, zusammen mit Deborah Knür, Ellert und Richter, Hamburg, 2002, ISBN 978-3-8319-0092-3.
- Leipzig. Die ganze Welt im Kleinen, zusammen mit Toma Babovic, Ellert und Richter Hamburg, 2005, ISBN 978-3-8319-0024-4
- Weihnachten in der Presse, Christliche Publizistik Verlag Erlangen, 2010, ISBN 978-3-933992-20-8.
- Hamburg ganz schön plietsch. Die Hansestadt in 100 Stichworten, Ellert und Richter Hamburg, 2016, ISBN 978-3-8319-0670-3.
- Hamburgs Inseln und Strände.40 Touren an die Küsten und Ufer der Stadt, Junius Verlag Hamburg, 2022. ISBN 978-3-96060-554-6.